# Anna Vainikka
Anne Vainikka est une linguiste finlandaise spécialiste de la syntaxe de l'acquisition d'une langue seconde. Elle est connue dans la linguistique pour son rôle dans le développement de l'hypothèse des arbres minimaux avec Martha Young-Scholten, une hypothèse importante dans laquelle les arbres sont une métaphore de la syntaxe, précisément de la structure ramifiée qui illustre la corrélation entre les mots d'une phrase ou d'un syntagme. L'hypothèse concerne les aspects d'une langue maternelle (L1) qui sont disponibles pour la grammaire de la langue seconde (L2) et ceux qui ne sont pas disponibles. L'hypothèse concerne aussi les mécanismes de la grammaire universelle qui permettent le déroulement de la nouvelle acquisition.
Tandis que de nombreux chercheurs penchent pour une théorie de « l'interférence complète » qui suggère que la grammaire de la L1 dans sa totalité transfère dans la L2 - (c'est-à-dire que le stade initial de la L2 est le stade ultime de la L1), Young-Scholten et Vainikka affirment qu'on ne transfère que les catégories lexicales (comme le syntagme nominal) et qu'on ne transfère pas les catégories fonctionnelles (comme l'inflexion) dans la L2. Plutôt, l'apprenant crée ces catégories de nouveau parce qu'il n'y en a aucune dans leur grammaire au début de l’acquisition de la L2, d'où le terme « arbre minimal ».
Dans le domaine de l'acquisition des langues secondes, il y a plusieurs explications pour le rôle de transfert et de la grammaire universelle. L'hypothèse des arbres minimaux reste controversée. On l'a critiquée dans la recherche de la syntaxe sur les bases empiriques et conceptuelles. Certains de chercheurs affirment qu'elle n'explique pas le comportement linguistique correctement. Des autres soutiennent qu'elle est mal conçu théoriquement,.